# Dragon Soul (曲)
「Dragon Soul」（ドラゴン ソウル）は、谷本貴義（Dragon Soul）の7作目のシングル。2009年5月20日にコロムビアミュージックエンタテインメント（現・日本コロムビア）から発売された。

## 概要
- フジテレビ系アニメ『ドラゴンボール改』オープニングテーマとイメージソングを収録。
- CDジャケットには、孫悟空、孫悟飯、ピッコロ、ベジータ、フリーザが描かれている。
- 3万枚限定で生産された初回盤には、カードダス「ドラゴンボール改ドラゴンバトラーズ」で使用できるオープニング・オリジナル・バトラーカードが同梱された[2]。
- 『ドラゴンボール改』[3][4]『ドラゴンボールヒーローズ』シリーズの主題歌を歌うグループ名も『Dragon Soul』と名付けられている[5][3][6][7]。メンバーは歌:谷本貴義（後に五條真由美、YOFFYが追加）[5]、作曲:岩崎貴文[3][6]、Dragon Soulテーマソングプロデューサー[8]・『ドラゴンボールヒーローズ』シリーズテーマソング作詞[5]:エンジニアよしと[7][8]。谷本は、『獣拳戦隊ゲキレンジャー』と同じく岩崎の作曲であったことから、安心して歌うことができたと述べている[9]。

## 収録曲
1. Dragon Soul [4:25] 
作詞：吉元由美、作曲：岩崎貴文、編曲：京田誠一
2. 無敵AURAのエナジー [3:31] 
作詞：吉元由美、作曲：岩崎貴文、編曲：福田裕彦
3. Dragon Soul（オリジナル・カラオケ）
4. 無敵AURAのエナジー（オリジナル・カラオケ）

## タイアップ
| 曲名               | タイアップ                                         |
| ------------------ | -------------------------------------------------- |
| Dragon Soul        | テレビアニメ『ドラゴンボール改』オープニングテーマ |
| 無敵AURAのエナジー | テレビアニメ『ドラゴンボール改』イメージソング     |